# باسم الحجيمي
باسم شريف نصيف وهو سياسي عراقي شغل منصب عضو في مجلس النواب العراقي في دورته الأولى من عام 2005 إلى 2010. وهو خريج كلية طب الموصل عام 1986 ومن الاوائل على الكلية.حصل على شهادة الماجستير عام 1991 وشهادة الدكتوراه عام 2004 . كان يعمل تدريسيا في جامعة بغداد كلية طب الاسنان لحين انتخابة عضوا في الجمعية الوطنية عام 2005 . تم اختياره لعضوية مجلس محافظة واسط للفترة من 2003 إلى 2005 ثم عضو الجمعية الوطنية/لجنة الخدمات عام 2005 ومن ثم عضو لجنة الصحة والبيئة في الدورة الأولى لمجلس النواب